# Fédération Gay-Lussac
Pour les articles homonymes, voir Gay-Lussac (homonymie) et FGL.
 (août 2023).
 (janvier 2019).

Ancien logo de la Fédération Gay-Lussac.

La Fédération Gay-Lussac (FGL) est un réseau d'enseignement supérieur regroupant 20 écoles d'ingénieurs de chimie et de génie chimique françaises, accréditées au 1er septembre 2017 à délivrer un diplôme d'ingénieur. La fédération propose également un cycle préparatoire intégré de 2 ans permettant d'intégrer par la suite une de ses 20 écoles. Elle permet en outre à ses écoles de bénéficier d'une meilleure visibilité et à ses étudiants d'un large éventail de spécialisations grâce à un dispositif d'échanges inter-écoles.

## Histoire
La fédération Gay-Lussac a été créée en 1989 sous le nom de club Gay-Lussac. Initialement, il s'agit d'un club permettant à des directeurs d’écoles dont les préoccupations sont proches de se réunir. Le cycle préparatoire intégré est créé en 1993 afin d'intégrer dans les écoles de chimie de France des élèves excellemment préparés pour ce type d'écoles.
Le club change ensuite de nom en 1994 pour fédération Gay-Lussac

### Direction
Les présidents dans l'ordre chronologique sont :
- Club Gay-Lussac :
  - 1989 - 1991 : René Dabard (ENSCR) ;
  - 1991 - 1993 : Jean-Claude Bernier (ECPM-Strasbourg) ;
  - 1993 - 1994 : Jacques Gelas (ENSCCF) ;
- Fédération Gay-Lussac :
  - 1994 - 1995 : Jacques Gelas (ENSCCF) ;
  - 1995 - 1997 : Henry Gasparoux (ENSCB) ;
  - 1997 - 1999 : Roland Morancho (ENSCT) ;
  - 1999 - 2001 : Henri Patin (ENSCR) ;
  - 2001 - 2002 : Jean-Pierre Bonnelle (ENSCL) ;
  - 2002 - 2004 : Danièle Olivier (ENSCP) ;
  - 2004 - 2006 : Jacques Lacoste (ENSCCF) ;
  - 2006 - 2008 : Daniel Plusquellec (ENSCR) ;
  - 2008 - 2010 : Joël Moreau (ENSCM) ;
  - 2010 - 2013 : Jean-Marc Le Lann (ENSIACET) ;
  - 2013 - 2015 : Jacques Mercadier (ENSGTI) ;
  - 2015 - 2017 : Pierre Le Cloirec (ENSCR) ;
  - 2017 - 2019 : Frédéric Fotiadu (ECM)[3]
  - 2019 - 2021 : Sylvie Bégin (ECPM-Strasbourg)
  - 2021 - 2024 : Laurent Prat (ENSIACET)
  - 2024 -          : Rose-Noëlle Vannier (ENSCL Centrale Lille)

## Les écoles d'ingénieurs de la Fédération
Avec un total de 20 écoles d'ingénieurs, la fédération Gay-Lussac représente presque 10% des écoles d'ingénieurs françaises accréditées par la commission des titres d'ingénieur (CTI). Ces écoles présentent une grande diversité de statuts : écoles internes, établissements publics à caractère administratif (EPA), établissements publics à caractère scientifique, culturel et professionnel (EPCSCP), écoles privées sous contrat, etc. Par ailleurs, différents réseaux sont présents : groupe des Écoles centrales,  groupe INSA, INP, institut Mines-Télécom, ParisTech, etc. 13 des 20 écoles de la Fédération Gay-Lussac étaient des écoles nationales supérieures d'ingénieurs (ENSI) en chimie et en génie chimique . 
| ECPM Chimie ParisTech ENSCPB ENSCM ENSCL ENSCMu ENSCR ENSICAEN ENSI Poitiers ENSGTI ENSIC ENSIL-ENSCI ENSIACET SIGMA Clermont INSA Rouen CPE Lyon ITECH ESCOM Centrale Marseille ESPCI Paris |

Les ENSI chimie :
- ECPM : École européenne de chimie, polymères et matériaux (Strasbourg) ;
- Chimie ParisTech : École nationale supérieure de chimie de Paris ;
- ENSCPB : École nationale supérieure de chimie et de physique de Bordeaux ;
- ENSCL : École nationale supérieure de chimie de Lille[5] ;
- ENSCM : École nationale supérieure de chimie de Montpellier ;
- ENSCMu : École nationale supérieure de chimie de Mulhouse ;
- ENSCR : École nationale supérieure de chimie de Rennes ;
- ENSIACET : École nationale supérieure des ingénieurs en arts chimiques et technologiques (Toulouse-Labège) ;
- ENSICAEN : École nationale supérieure d'ingénieurs de Caen ;
- ENSI Poitiers : École nationale supérieure d'ingénieurs de Poitiers.
- SIGMA Clermont (ex ENSCCF : École nationale supérieure de chimie de Clermont-Ferrand).

Les ENSI génie chimique :
- ENSGTI : École nationale supérieure en génie des technologies industrielles (Pau) ;
- ENSIC : École nationale supérieure des industries chimiques (Nancy) ;
- ENSIL-ENSCI : École nationale supérieure d'ingénieurs de Limoges — École nationale supérieure de céramique industrielle ;
- ENSIACET : École nationale supérieure des ingénieurs en arts chimiques et technologiques (Toulouse-Labège)  ;
- SIGMA Clermont (ex ENSCCF : École nationale supérieure de chimie de Clermont-Ferrand).

Toutes les ENSI recrutent à bac+2 leurs étudiants par le biais du concours communs polytechniques (CCP) pour les étudiants ayant effectué une classe préparatoire aux grandes écoles, ou par admission sur titre (cycle préparatoire intégré Gay-Lussac, DUT, BTS, Licence 2). 
Les autres écoles membres :
- INSA Rouen : Institut national des sciences appliquées de Rouen ;
- CPE Lyon ou ESCPE : École supérieure chimie physique électronique de Lyon (Lyon) ;
- ESCOM : École supérieure de chimie organique et minérale (Compiègne) ;
- ITECH : Institut textile et chimique (Lyon) ;
- Centrale Méditerranée[5]  : Grande école membre du Groupe des Écoles Centrale
- ESPCI ParisTech : École supérieure de physique et de chimie industrielles de la ville de Paris.

Ces écoles recrutent à bac+2 leurs étudiants par le biais du cycle préparatoire intégré Gay-Lussac, du concours communs polytechniques (CCP), du concours Centrale-Supélec (Centrale Méditerranée), des concours FESIC (ESCOM), des concours e3a (ITECH), du concours commun Mines-Ponts (CCMP) (Chimie ParisTech) du concours de l'école polytechnique (ESPCI ParisTech), ou par admission sur titre (cycle préparatoire intégré Gay-Lussac, DUT, BTS, Licence 2). L'INSA Rouen recrute également une partie de ses élèves post-bac.

## Le cycle préparatoire intégré
Cinq écoles de la Fédération Gay-Lussac proposent un cycle préparatoire intégré (CPI) et Cycle Intégré Tremplin Ingénieur (CITI) :
- SIGMA Clermont à Clermont-Ferrand ;
- ENSCL à Lille ;
- ENSCR à Rennes ;
- ECPM à Strasbourg ;
- ENSGTI à Pau.

Cette formation post-bac est ouverte aux élèves titulaires d'un baccalauréat. Un cycle international, Chem.I.St (Chemistry international studies), permet aux élèves titulaires d’un diplôme étranger (de fin d’études secondaires) d’accéder aux classes de CPI. En 2020 a été créé le Cycle Intégré Tremplin Ingénieur (CITI) pour les élèves titulaires d'un bac STL (Sciences et Technologie de Laboratoire).
À l'issue du CPI et de CITI, les étudiants ont la possibilité d'intégrer une des 20 écoles de la fédération Gay-Lussac, grâce au contrôle continu, sans concours mais par rapport à leur classement dans les 5 centres CPI Gay Lussac de France.

### Admissions
L'admission se fait au niveau bac sur dossier et avec entretien (mi-mai). Le dossier comprend les notes des classes de première et de terminale (mathématiques, physique-chimie, anglais, allemand ou espagnol) et les notes obtenues à l'épreuve anticipée de français du baccalauréat. Les résultats des oraux sont affichés sur un site dédié (fin juin).